# Готический курсив

Латинский алфавит в начертании готическим курсивом.

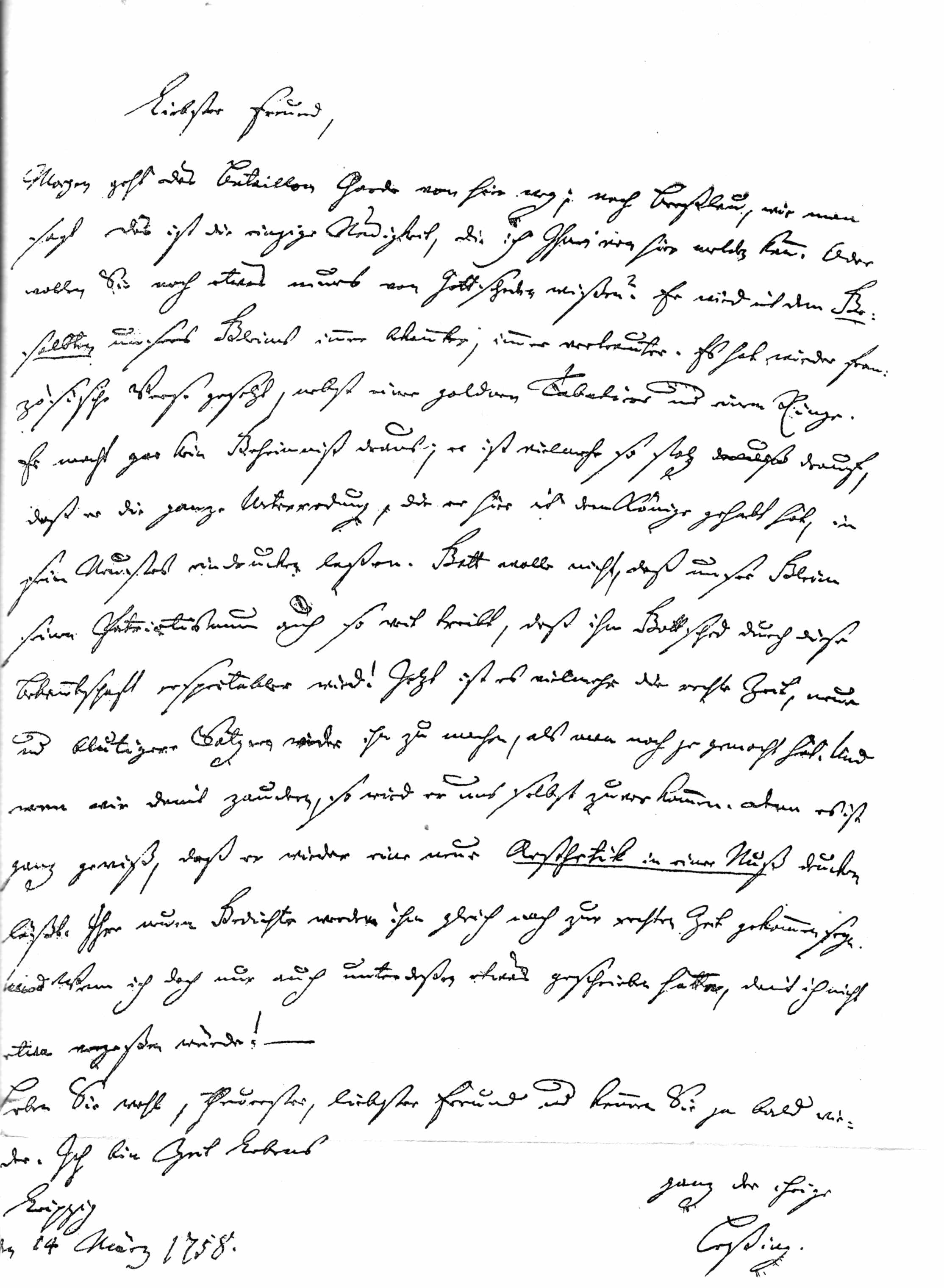
Образец текста, записанного готическим курсивом (письмо Г. Э. Лессинга Г. фон Клейсту на немецком языке)

Готический курсив или куррент (нем. Kurrent) — устаревшая форма рукописного шрифта, существовавшая в Германии. Готический курсив был создан на основе позднесредневекового курсива. В начале XX века в Германии был принят так называемый «шрифт Зюттерлина» — стандартизованная форма готического курсива, преподававшаяся в школах до запрета Мартином Борманом (до 1 сентября 1941 года).